# Riflettografia
La riflettografia infrarossa (IR) è generalmente impiegata per l'esame di dipinti ed utilizza i raggi infrarossi. È una tecnica non invasiva, che non danneggia le opere e che consente di rivelare gli strati sottostanti di pitture su tela, tavola o carta, in modo da visualizzare l'eventuale presenza di disegni preparatori o restauri successivi. L'apparecchiatura fornisce dei riflettogrammi che hanno l'aspetto di immagini in bianco e nero dove compare, se presente e a seconda del materiale impiegato, il disegno tracciato dall'artista per l'impostazione del dipinto.

## Storia

Formazione di un'immagine in luce visibile e luce infrarossa

Sviluppata a partire dagli anni cinquanta-sessanta del XX secolo, e maturata con i fondamentali studi di Van Asperen de Boer, la riflettografia infrarossa generalmente consente di penetrare le superficie dipinte e rivelare quello che si nasconde al di sotto di queste. La capacità di penetrazione dipende dalla lunghezza d'onda impiegata e dai materiali di cui è composto il dipinto, nonché dal loro spessore. Le prime apparecchiature riuscivano a "sfondare" solo nel rosso e nel bianco, mentre attualmente si riesce a visualizzare anche al di sotto dei pigmenti blu e verdi che fino agli anni '70 davano luogo a macchie nere. Il disegno preparatorio sottostante la superficie dipinta viene rivelato a condizione di contenere tracce di carbonio come di solito è il caso quando, ad esempio, il disegno è realizzato con carboncino o con tempera neri (quindi fortemente assorbenti la radiazione infrarossa), su una superficie bianca, riflettente, come ad esempio la preparazione a gesso e colla delle tavole rinascimentali. Un disegno realizzato in tinta marrone o rossa, o anche con un tracciato bianco su di un supporto grigio o nero, non è rilevabile e non consente la produzione di un riflettogramma.
Tecnicamente, «la riflettografia IR permette la visualizzazione di particolari nascosti dallo strato pittorico superficiale grazie alla parziale trasparenza alla radiazione IR dei materiali che lo compongono». La radiazione IR attraversa lo strato di colore prima di essere riflessa dallo strato di preparazione del supporto pittorico che è generalmente bianco e quindi altamente riflettente. L'immagine riflessa viene captata da un apposito dispositivo ottico che consente la riproduzione del disegno sottostante. Inizialmente costituito da una pellicola fotografica, quindi da telecamere sensibili all'infrarosso (dette Vidicon, sviluppate dal fisico olandese van Asperen de Boer nel 1968), oggi la tecnologia più avanzata è quella che usa sensori InGaAs, o al tellurio di cadmio. Utilizzando questi sensori sono stati costruiti alcuni scanner a singolo punto, che consentono di acquisire immagini calibrate e metricamente corrette.

## Campo di utilizzo
Nella diagnostica artistica l'uso della riflettografia IR è in genere complementare a quello della radiografia ai raggi X ed all'analisi stratigrafica di microframmenti della superficie pittorica.
Il riflettogramma permette di discernere dei pentimenti intervenuti tra lo stadio preparatorio e quello finale del dipinto e nell'ambito dell'attribuzione consente di raffrontare il disegno sottostante a archetipi di indiscussa autografia per determinare il probabile autore del disegno preparatorio.